# 876
| 876                |
| ------------------ |
| Dødsfald - Fødsler |
|                    |

| Gregoriansk kalender | 876 DCCCLXXVI           |
| Ab urbe condita      | 1629                    |
| Armensk kalender     | 325 ԹՎ ՅԻԵ              |
| Kinesiske kalender   | 3572 – 3573 乙未 – 丙申 |
| Etiopisk kalender    | 868 – 869               |
| Jødisk kalender      | 4636 – 4637             |
| Hindukalendere       |                         |
| - Vikram Samvat      | 931 – 932               |
| - Shaka Samvat       | 798 – 799               |
| - Kali Yuga          | 3977 – 3978             |
| Iransk kalender      | 254 – 255               |
| Islamisk kalender    | 262 – 263               |

Konge i Danmark: Ukendt
Se også 876 (tal)

## Født
- Henrik Fuglefænger, tysk konge.

## Dødsfald
- 28. august: Ludvig den Tyske, frankisk konge.